# Banu Qurayza

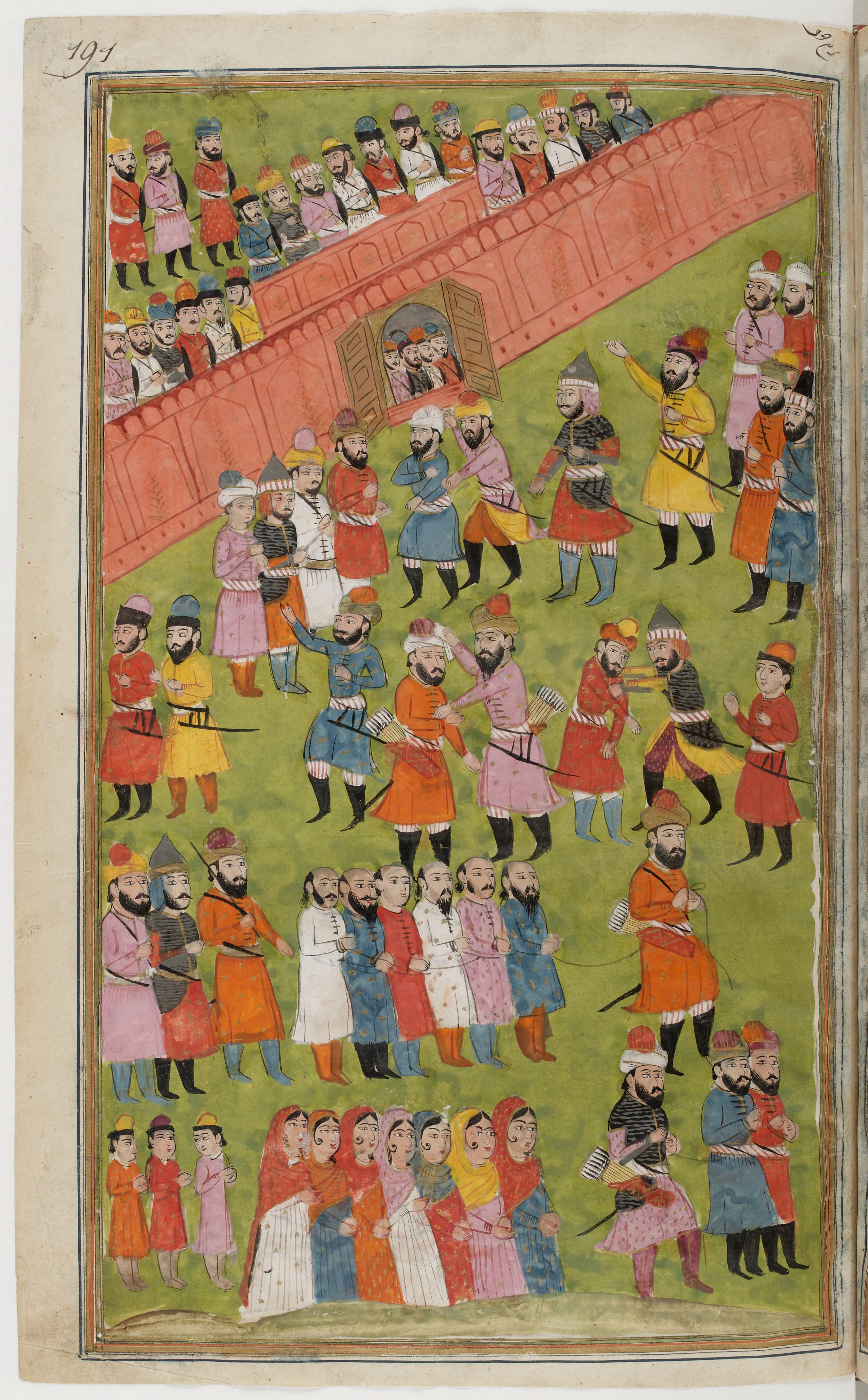
Banu Qurayza besegras och tillfångatas

Banu Qurayza (arabiska: بنو قريظة, : Banū Qurayẓa; alternativa stavningar inkluderar Quraiza, Qurayzah, Quraytha, och Koreiza) var en judisk stam som levde i norra Arabiska halvön, kring oasen Yathrib (Medina). De var en av de tre stora judiska stammarna i Medina, vid sidan av Banu Qaynuqa och Banu Nadir.
Judiska stammar anlände enligt uppgift till Hijaz under antiken under de judiska-romerska krigen, och uppnådde en dominant kulturell, ekonomisk och politisk position eftersom de introducerade jordbruk i regionen. Från 400-talet kom dock de icke-judiska arabiska stammarna Banu Aws och Banu Khazraj från Jemen en dominant ställning, och de judiska stammarna kom att bli klienter eller allierade till dem. Under Banu Aws och Banu Khazraj ständiga strider deltog de därmed ständigt på olika sidor under de två stora arabiska stammarnas krig, och Qurayza blev Aws traditionella allierade. 
År 622 kom Muhammad till Yathrib (Medina) från Mecka och uppges ha slutit en pakt mellan de stridande parterna. När Medina hamnade i krig med Quraysh i Mecka, uppkom en konflikt mellan det växande antalet muslimer i Medina och judarna. 
År 627 belägrades Medina av Banu Quraish och deras allierade. Banu Qurayza förhöll sig först neutrala men försökte sedan förhandla med de belägrande armén. Medina försvarades dock av Muhammeds muslimska krigare, som vann slaget vid vallgraven. Efter segern vände sig muslimerna i Medina mot judarna i staden: judarna anklagades för att ha brutit mot det avtal de slutit med Muhammed genom att försöka förhandla med Banu Quraish. Banu Qurayza ställdes därför inför rätta för förräderi av muslimerna under Muhammad. Alla män ur stammen Banu Qurayza, definierade som alla personer av manligt kön som var gamla nog att ha könshår, blev dödade, medan kvinnor och barn gjordes till slavar och delades ut till muslimerna: en av dem var Rayhana bint Zayd.